# Tramatza
Tramatza (sardisk: Tramàtza) er en by og en kommune (comune) i provinsen Oristano i regionen Sardinien i Italien. Byen ligger i 19 meters højde og har 977 indbyggere (2016). Kommunen har et areal på 16,8 km² og grænser op til kommunerne Bauladu, Milis, San Vero Milis, Siamaggiore, Solarussa og Zeddiani.